# 微分解析機

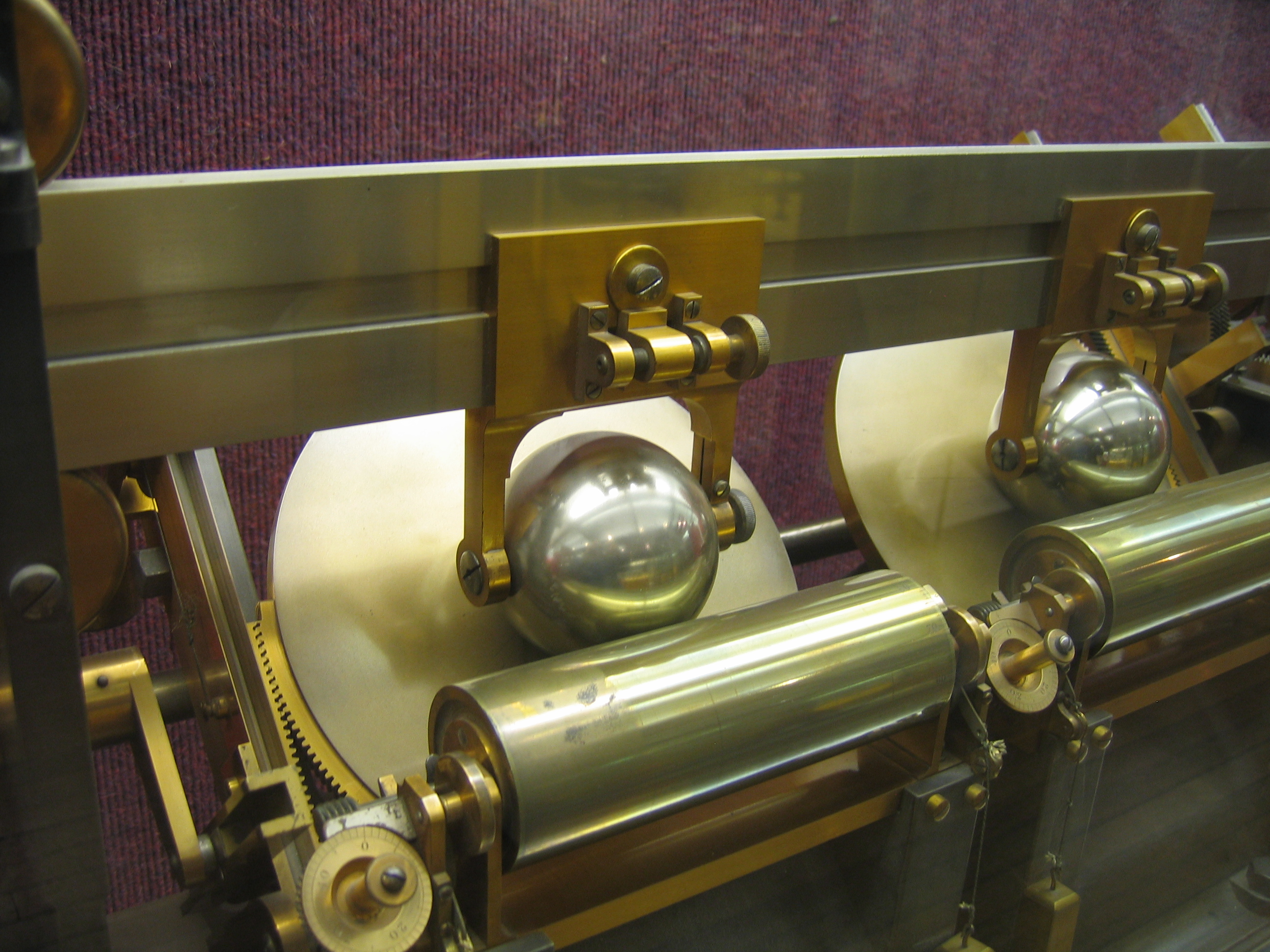
トムソンの円柱と球を使った解析機。潮汐の研究に使用された。

微分解析機（びぶんかいせきき、英: Differential Analyser）は、微分方程式で表すことができるような問題について数値積分のようにして、ただし数値的に（ディジタルに）ではなく、「数量的に」（アナログに）解を得るアナログ計算機である。いくつかの構成要素から成っているが、積分計算を行う主要部である「積分器」は、回転する円盤と、それに円周部を接触させて回転しつつ放射方向に移動できる円盤から成っている。精度や目的は大幅に異なるが、機械の基本的な構成としてはフリクションドライブによる変速装置と共通するものがある。

## 歴史

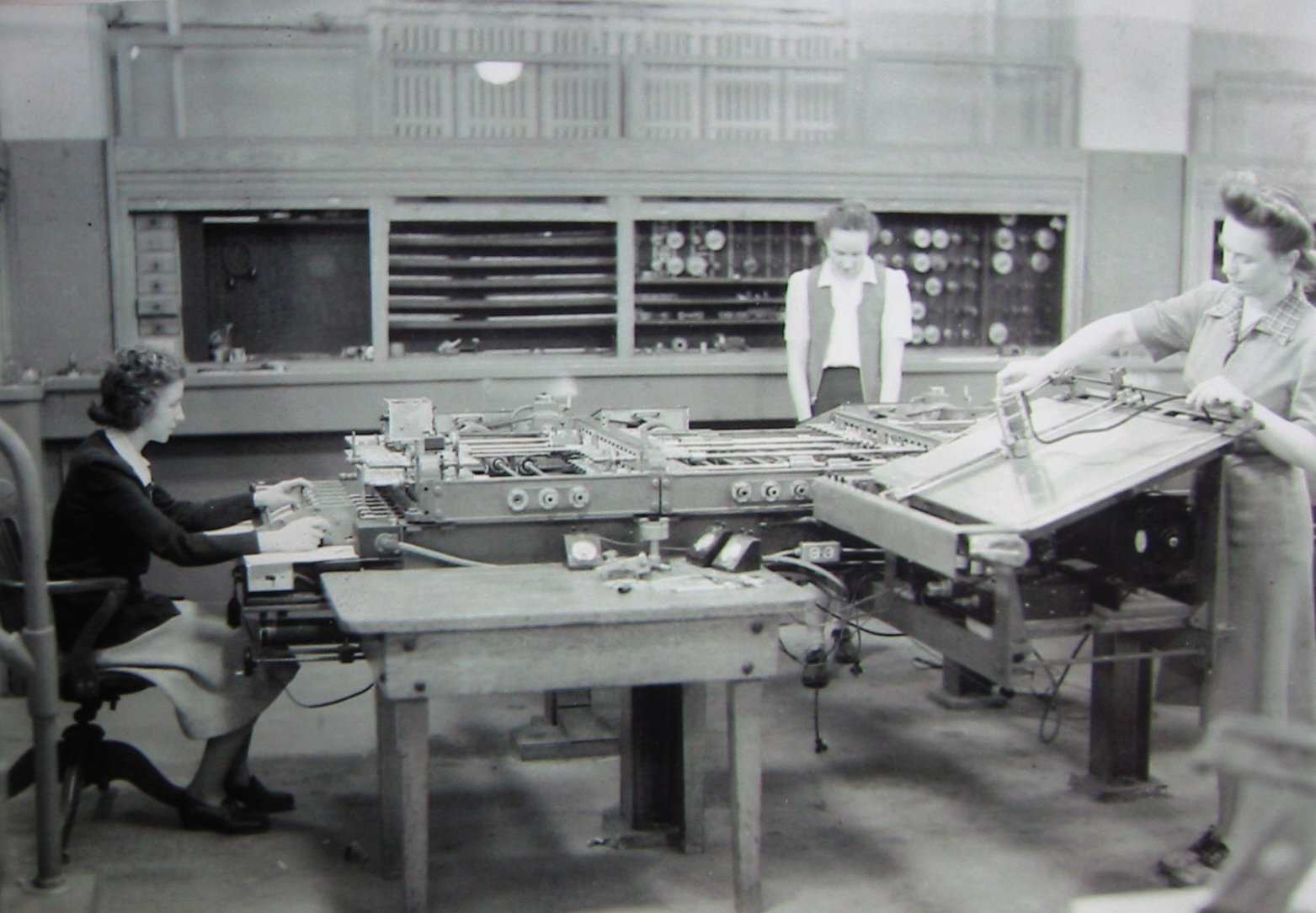
キー・マクナルティ、Alyse Snyder、Sis Stump が微分解析機を操作しているところ（フィラデルフィア、ペンシルベニア大学電気工学科ムーアスクールにて、1942-45年ごろ）

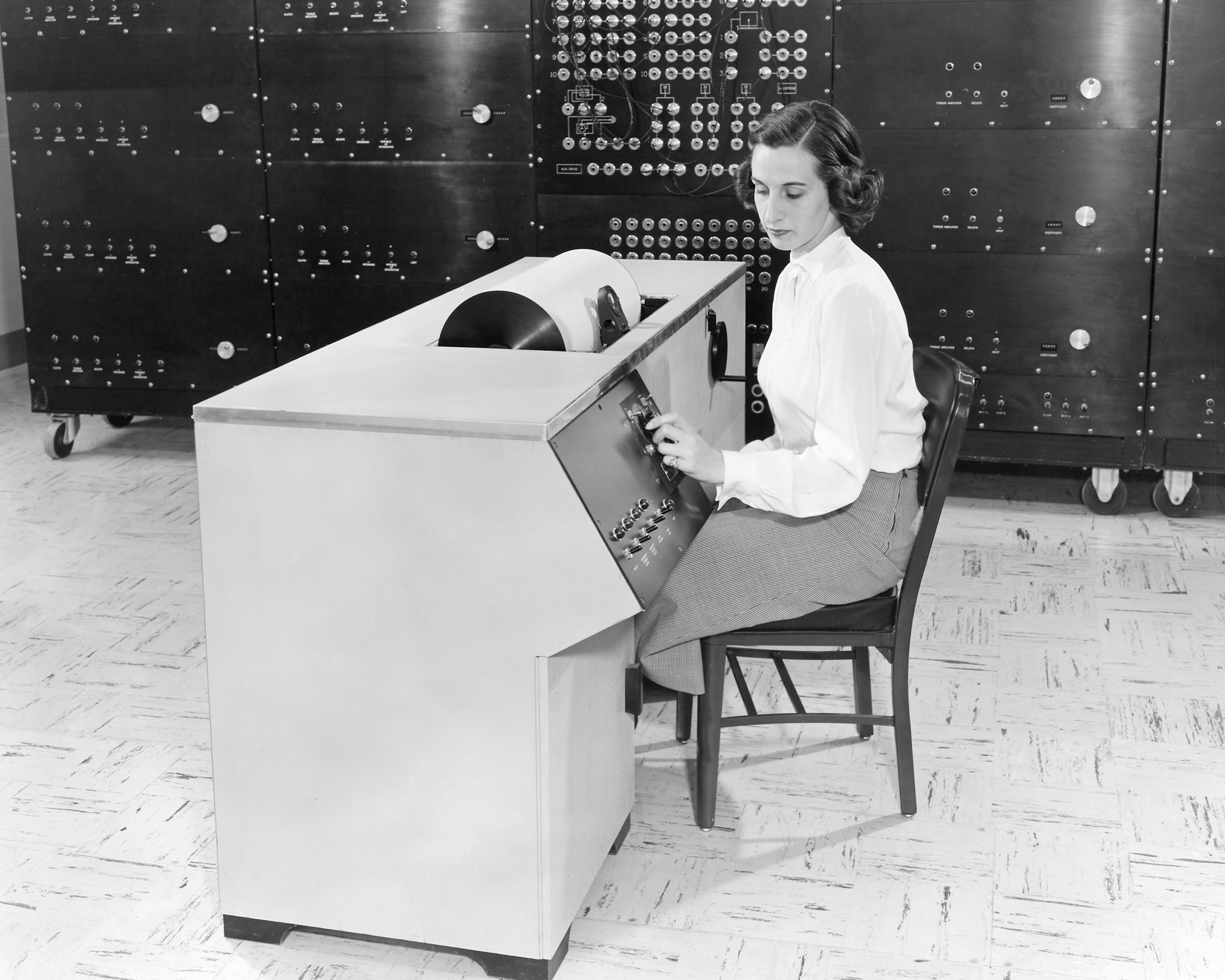
NASAの前身NACAのルイス飛行推進研究所にあった微分解析機 (1951)

微分方程式を機械を使って解く研究は、プラニメータを除けば、1836年、フランスの物理学者ガスパール＝ギュスターヴ・コリオリが一階線型常微分方程式を積分する機械装置を設計したのが最初とされている。
任意の階の微分方程式を積分できる装置についての最初の文献は、ケルヴィン卿の兄ジェームズ・トムソンが1876年に発表した論文である。トムソンはその装置を「積分機 (integrating machine)」と呼んでいたが、この論文と弟であるケルヴィン卿が1876年に発表した2つの論文をもって、微分解析機の発明とされている。
ケルヴィン卿の助言に従い、トムソンの積分機を取り入れた海軍の射撃計算機（射撃盤）をアーサー・ポーレンが開発しており、1912年ごろ電動の機械式アナログコンピュータが完成した。イタリアの数学者 Ernesto Pascal も微分方程式の積分のために インテグラフ を開発し、1914年に詳細を出版している。しかし最初に広く使われた実用的な微分解析機は、1928年から1931年にかけてハロルド・ロック・ヘイゼンとヴァネヴァー・ブッシュがMITで製作したもので、6個の機械式積分機を組み合わせたものである。同年、ブッシュは学会誌にこの機械を「連続インテグラフ」(continuous integraph) として発表している。1931年にもその装置についての論文を発表したが、その際は「微分解析機」(differential analyzer) と呼んでいる。その論文でブッシュは「この装置は（ケルヴィン卿が）かつて行った積分装置を相互接続するという基本的アイデアに基づいている。しかし、細部は全く異なる」と記している。1970年の自伝でブッシュは「最初の微分解析機が運用可能となるまで、ケルヴィン卿の業績は知らなかった」と記している。ブッシュの研究室で微分解析機を動作させるため、1936年にはクロード・シャノンが助手として雇われていた。
マンチェスター大学のダグラス・ハートリーが、その設計をイギリスに持ち込み、1934年には学生のアーサー・ポーターと共に概念実証用の微分解析機を製作している。これがうまくいったため、大学がメトロポリタン＝ヴィッカースに依頼して4台の積分機を使った実用機を1935年3月に入手。ハートリーは「これが合衆国以外で最初に稼働した微分解析機だ」としている。続く5年間のうちにさらに3台が製作されている（ケンブリッジ大学、クイーンズ大学ベルファスト、ファーンボローのロイヤル・エアクラフト・エスタブリッシュメント）。最初の概念実証機の積分機がマンチェスター大学の実用機と共にサイエンス・ミュージアムに展示されている。
ノルウェーでは独自にMITのものと同じ原理に基づき Oslo Analyzer を製作し、1938年に完成させた。12台の積分機を使っており、当時としては世界最大の微分解析機だった。
アメリカでは1940年代にメリーランド州の米陸軍弾道研究所やペンシルベニア大学電気工学科ムーアスクールでさらなる微分解析機が製作された。後者はENIAC開発以前に大砲の弾道計算によく使われており、ENIACは微分解析機をモデルとしている点が多々ある。一つの弾道を計算するのに15 - 30分かかったという（射撃表を作るには一種類の大砲につき3,000通りの弾道計算が必要）。これを短縮するためにENIACの開発が行われることとなった。ちなみに歯車式計算機では一つの弾道計算に1 - 2人日かかった。1930年代の微分解析機開発の際にもブッシュを手伝っていたサミュエル・H・コールドウェルとともに、ブッシュは1940年代初めごろに電子式デジタルコンピュータの開発を試みたが、同時期に他所で行っていたプロジェクトの方が見込みがあると判断され、プロジェクトは中断された。1947年、UCLAに12万5千ドルかけてゼネラル・エレクトリックに製作させた微分解析機が納入された。1950年までにさらに3台が追加されている。UCLAの微分解析機は、1951年の映画『地球最後の日』と1956年の映画『空飛ぶ円盤地球を襲撃す』で稼働している様子が見られる。退役後はスミソニアン博物館に1台が寄贈された。
1948年、カナダのトロント大学でベアトリス・ヘレン・ワースレイが微分解析機を製作したが、ほとんど使われなかったようである。
第二次世界大戦時、ドイツの水力発電ダムを攻撃するための反跳爆弾の開発に微分解析機が使われたという噂もある。また、治水技術者が侵食を計算するのに使用したと言われている。
微分解析機自体はその後汎用のデジタルコンピュータを使った数値解析にその役割を譲ったが、微分解析機の原理を、電子化・デジタル化したデジタル微分解析機（DDA）という装置も作られた。さらにDDAの原理はコンピュータグラフィックにおける線の描画法（Digital Differential Analyzer）などに応用されている。

## メカノの利用

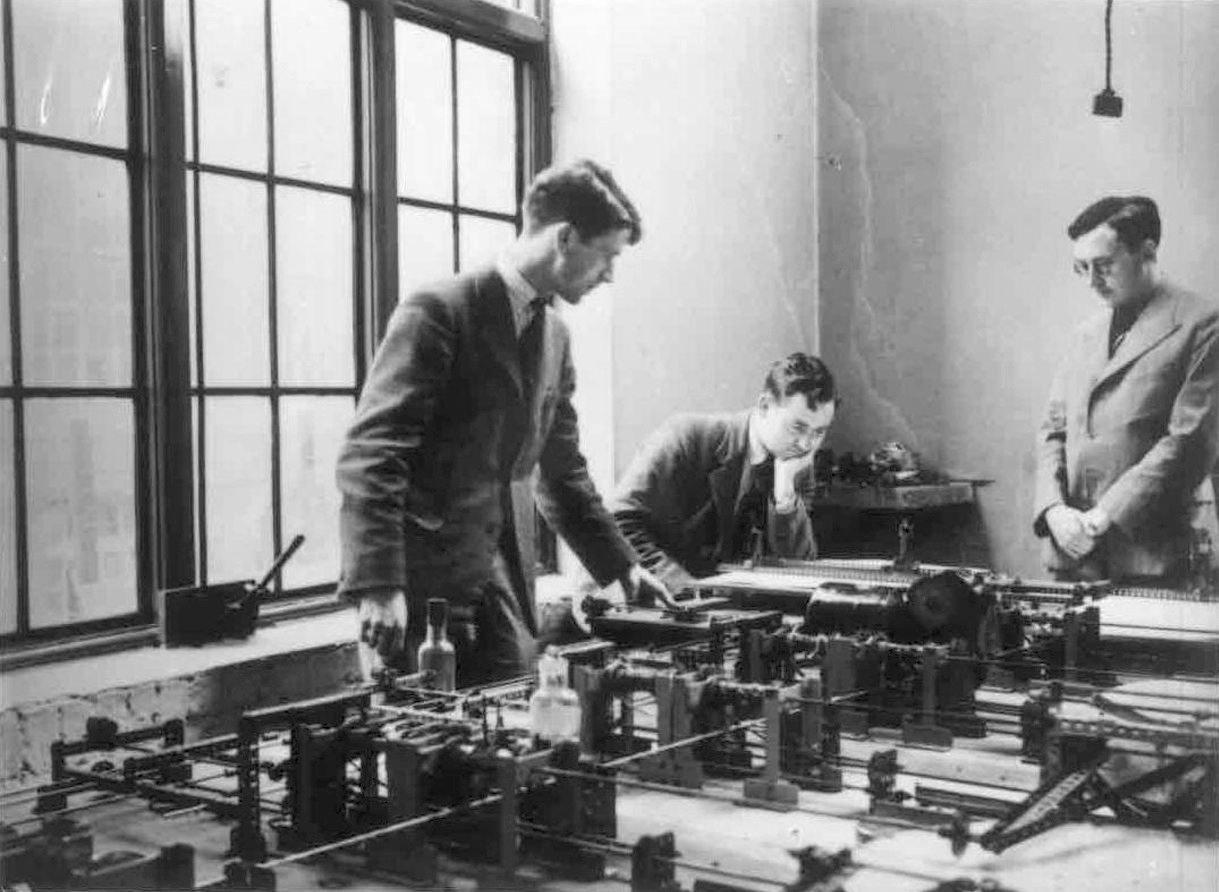
MOTATにあるメカノで作られた微分解析機。1937年ごろケンブリッジ大学数学研究所で使われていたころの写真。右側の人物が当時の責任者だったモーリス・ウィルクス。

1934年にダグラス・ハートリーとアーサー・ポーターがマンチェスター大学で製作した微分解析機の設計は、メカノの部品を多用していた。そのためこのマシンは製作費が安く、「多くの科学問題を解くには十分な精度」を提供した。1935年、ケンブリッジ大学のJ・B・ブラットが製作したよく似たマシンはニュージーランドのオークランドにある輸送技術博物館 (MOTAT) に収蔵されている。1944年にイギリス軍の軍備研究部門が書いた覚書には、第二次世界大戦中にこのマシンがどのように信頼性を高められ機能強化されたかを記述しており、用途として、熱伝導の計算、爆発物の爆発の計算、伝送線路のシミュレーションなどがあったとしている。1948年、このマシンをオークランドのハリー・ホエール教授が100英ポンドで購入してオークランドに持ち帰り、シーグレイヴ無線研究センターで使用した。
「約15台のメカノを使った微分解析機が実用目的で科学者や研究者らによって製作された」と推測されている。その後、メカノ愛好家がメカノで微分解析機を真面目に製作している。例えばマーシャル大学で作られた微分解析機は教育用に使われており、学生がそれを使って微分方程式を解くことでより理解が深まるという利点があるという。

## 日本における微分解析機
日本では、この種の機械は3例があったものと考えられている。最初のものは、東大航空研究所の佐々木達治郎らと昭和航空計器研究部との共同研究により、1942年に試作された。続いてより大型のものの試作にとりかかったが、戦災で消失した（これは「3例」にカウントせず）。最初の試作機は戦後、東大生産技術研究所によって使用されるとともに、同機を参考にもう1機が開発・製作された。最初のものと同時期かその少し後に、同じ昭和航空計器が製作した小規模のものと思われる1機が、2016年現在、東京理科大学近代科学資料館で動態展示されているものであり、阪大理学部で清水辰次郎（w:Tatsujiro Shimizu）が1947年に使用していた記録があるのが同機と考えられている。